# Habsburg–Tescheni Frigyes Ferdinánd főherceg
Habsburg–Tescheni Frigyes Ferdinánd Lipót főherceg, Erzherzog Friedrich Ferdinand Leopold von Österreich-Teschen, (Bécs, 1821. május 14. – Velence, 1847. október 5.), osztrák főherceg, Károly főherceg harmadik fia, altengernagy, 1844-től a császári-királyi haditengerészet főparancsnoka.

## Élete

### Származása, testvérei
Édesapja Károly főherceg (1771–1847), Teschen első hercege volt, II. Lipót német-római császár, magyar és cseh király és Mária Ludovika császárné harmadik fia. Édesanyja Henrietta Alexandrina nassau–weilburgi hercegnő (1797–1829), Frigyes Vilmos nassau–weilburgi herceg (1768–1816) és Lujza Izabella kirchbergi várgrófnő (Burggräfin) leánya volt. Hét gyermekük közül Frigyes Ferdinánd főherceg volt a harmadik fiú. A testvérek: 
- Mária Terézia Izabella főhercegnő (1816–1867), aki később II. Ferdinánd nápoly–szicíliai király feleségeként Nápoly és Szicíliai királynéja lett.
- Albert (Albrecht) főherceg (1817–1895), Teschen második hercege, tábornagy, főhadparancsnok. Mint Károly főherceg elsőszülött fia, apja halála után (1847-ben) örökölte a hatalmas birtokadományt és Teschen második hercegének címét.
- Károly Ferdinánd főherceg (1818–1874), akinek fiait Albert fogadta örökbe. Legidősebb fia, Frigyes főherceg tábornagy 1914-1917 között az Osztrák–Magyar Monarchia haderejének főparancsnoka lett.
- Frigyes Ferdinánd Lipót főherceg (1821–1847) ellentengernagy, a londoni szövetség Szíria elleni 1840-es hadjáratának hőse.
- Rudolf Ferenc főherceg (*/† 1822), születésekor meghalt.
- Mária Karolina Lujza Krisztina főhercegnő (1825–1915), aki az ifjabb Rainer (Ferdinánd) osztrák főherceghez, az id. Rainer főherceg és Savoyai Mária Erzsébet carignanói hercegnő fiához ment feleségül.
- Vilmos főherceg (1827–1894), aki később a császári-királyi tüzérség főfelügyelője és a Német Lovagrend Nagymestere lett.

Frigyes Ferdinánd főherceg apja, Károly főherceg 1809 májusában az asperni csatában legyőzte Napóleont, és jelentős része volt az 1813-as Népek Csatájában is, amely a Francia Császárság bukásához vezetett. Károly főherceget hadvezéri érdemeiért I. Ferenc császár Teschen első hercegének méltóságába emelte. Károly főherceg 1847-ben bekövetkezett halála után a tescheni hercegi címet és a hatalmas birtokadományt elsőszülött fia, Frigyes Ferdinánd bátyja, Albert főherceg örökölte.

### Pályafutása
Frigyes Ferdinánd főherceget bátyjával, Albert főherceggel együtt igen gondosan nevelték, egyik tanáruk Franz Ritter von Hauslab tábornok (1798–1883) volt, a tüzérség és a térképészet kiváló szakértője, aki később (1843-tól) Ferenc József főherceget, a jövendő osztrák császárt, és annak öccsét, Habsburg–Lotaringiai Ferdinánd Miksa főherceget, Mexikó jövendő császárát is oktatta.
Frigyes Ferdinánd főherceg 1836-ban belépett a császári-királyi Haditengerészethez (k.k. Kriegsmarine). Ő volt a császári ház első tagja, aki a tengerésztiszti pályát választotta. Velencében, az akkori Ausztria legnagyobb flottatámaszpontján 1837 júliusában behajózott a „Medea” fregattra, gyakorlati tengerész-kiképzésre. Hamarosan kapitányi kinevezéseket kapott. 1838-ban Velencében súlyos betegségen esett át. 1839-től több közel-keleti utat tett Anton von Prokesch-Osten gróf tábornok (1795–1876) kíséretében. A tapasztalt diplomata, Ausztria keleti ügyeinek főmegbízottja beavatta a fiatal tengerésztisztet balkáni és a levantei hatalmi játszmák rejtelmeibe.

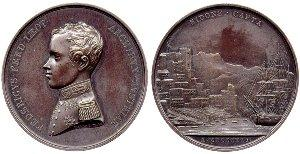
Emlékérem Frigyes Ferdinánd főhercegről és Szidón 1840-es ostromáról.

1840-ben részt vett a londoni szövetség Szíria elleni hadjáratában, ahol Nagy-Britannia, Ausztria, Oroszország, Poroszország és az Oszmán Birodalom együttesen léptek fel Muhammad Ali pasa (1769–1848) egyiptomi alkirály ellen, aki meghódította Szíriát és Palesztinát. Az egyiptomiak elleni harcokban a főherceg kitűnt bátorságával, különösen a szidóni erődítmény (ma: Szaida, Libanon) ostromában. Szidónt egy nemzetközi flottakülönítmény rohamozta meg, három brit hadigőzös, négy török korvett és a „Guerriera” fregatt, amelynek másodkapitánya Frigyes Ferdinánd főherceg volt. A főherceg személyesen vezette az egyik partra szálló harci egységet. Az erőd szeptember 26-án, néhány órás harc után elesett. Frigyes Ferdinánd dicsérettel harcolt Akkó (St. Jean d'Acre, ma: Akko, Izrael) elfoglalásáért vívott partraszállás és ostrom során. Ez volt Palesztina legerősebb erődítménye, melyet 1799-ben maga Bonaparte tábornok is sikertelenül ostromolt. Akkón eleste (1840. november 3.) után Mohammad Ali meghátrált, és elfogadta az európai nagyhatalmak követeléseit. Vitézségéért Frigyes Ferdinánd főherceg hazatérve megkapta a Katonai Mária Terézia-rend (MMThO) lovagkeresztjét.
1841-ben kinevezték a velencei partvidéki körzet (Seebezirk Venedig) parancsnokává. 1842-ben Algériába tett utazást, majd a „Bellona” fregatt fedélzetén Angliába látogatott, hogy megismerje a Brit Királyi Haditengerészet (Royal Navy) szervezetét és hadikikötőit.
1844-ben altengernaggyá léptették elő, és kinevezték a császári-királyi Haditengerészet főparancsnokává, székhelyét Velencében állította fel. Itteni munkájával számos szervezeti reform alapját vetette meg. Az osztrák hadiflotta szervezeti felépítése még a velenceiektől örökölt, akkor már korszerűtlen mintát követte. Ferenc Ferdinánd elindította a korszerű flottaszervezést, a modern európai nagyhatalmak haditengerészeteinek mintájára. Különösen nagy gondot fordított az tengerésztisztek kiképzésének és az utánpótlás nevelésének feladataira.
1845-ben ünnepélyes keretek között felvették a Johannita Lovagrendbe. Jelölték a hadiflotta főparancsnoki tisztségére is, amikor egy korábbi sárgalázas fertőzése váratlanul kiújult, és a főherceg rövid szenvedés után 1847. október 5-én meghalt, 26 éves korában. Habsburg-család hagyományos temetkezőhelyén, a bécsi kapucinusok templomának kriptájában temették el. Szervezőmunkája félbemaradt. Nőtlen volt, gyermeket nem hagyott maga után.

## Külső hivatkozások
- Családfa, életrajzi adatai
- {http://www.rarebooksandautographs.com/content/english/bestand/search.php?term=erzherzog+Karl&suchen=%3CSPAN%3ESearch%3A+%3C%2FSPAN%3E%5B%5D kéziratos levele az Inlibris honlapon]